# Hällagölen
Hällagölen är en sjö i Hedemora kommun i Dalarna och ingår i Dalälvens huvudavrinningsområde. Sjön har en area på 0,0615 kvadratkilometer och ligger 80,5 meter över havet.

## Delavrinningsområde
Hällagölen ingår i det delavrinningsområde (668348-151333) som SMHI kallar för Utloppet av Håvran. Medelhöjden är 102 meter över havet och ytan är 32,09 kvadratkilometer. Räknas de 2500 avrinningsområdena uppströms in blir den ackumulerade arean 26 141,62 kvadratkilometer. Avrinningsområdets utflöde Dalälven (Österdalälven) mynnar i havet. Avrinningsområdet består mestadels av skog (33 procent) och jordbruk (27 procent). Avrinningsområdet har 6,77 kvadratkilometer vattenytor vilket ger det en sjöprocent på 21,1 procent. Bebyggelsen i området täcker en yta av 1,63 kvadratkilometer eller 5 procent av avrinningsområdet.